# Petró Sándor
Petró Sándor Tivadar (Miskolc, 1907. január 1. – Miskolc, 1976. augusztus 16.) orvos, műgyűjtő.

## Élete

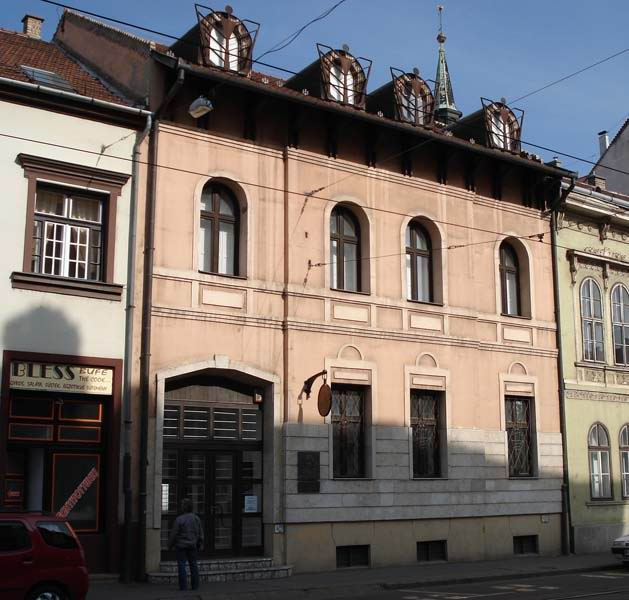
Petró Sándor egykori – átalakított – lakóháza Miskolcon, ma Szalay Lajos állandó kiállításának a helyszíne

Iparoscsaládból származott, apja Petró János nyomdász volt. Valószínűleg innen származott érdeklődése a grafika iránt, mert az 1930-as években ezeket kezdte gyűjteni. Legelső képét Leszih Andortól, a múzeum egykori igazgatójától kapta ajándékba.  Már fiatal orvosként sikeres volt, majd országos hírű orvos lett, aki kiválóan felszerelt magánrendelővel rendelkezett, széles praxist épített ki, és ez biztosította gyűjtőmunkájához az anyagi bázist. Később még megörökölt egy családi képzőművészeti gyűjteményt is Henszelmann Aladártól, akinek segédorvosa volt a miskolci Erzsébet Kórházban.
Eleinte kortárs alkotók műveit vásárolta, majd Leszih Andor javaslatára festmények és helytörténeti jellegű darabok is belekerültek érdeklődési körébe. Gyűjtőmunkájára jellemző volt, hogy tudományos alapossággal és hozzáértéssel válogatta össze gyűjteményét (később Végvári Lajos művészettörténész is segítette szakértelmével e tevékenységét). Az 1950-es évektől 19., majd 18. századbeli festményeket és szobrokat vásárolt, miközben megismerkedett a korabeli képzőművészeti élet jeles alkotóival is (Borsos Miklós, Czóbel Béla, Ország Lili és mások). Gyűjteményébe olyan jelentős művészek alkotásai kerültek be, mint például Mányoki Ádám, Id. Markó Károly, Brocky Károly, Borsos József, Barabás Miklós. Latabár Kálmántól vette meg Munkácsy Mihály egyik tájképét, a Fruchter-kollekcióból Paál László festményét. Az volt a célja, hogy bemutassa a magyar festészet és szobrászat alkotásait a barokk kortól a legújabb időkig. A gyűjtemény számos muzeális értékű festményt tartalmaz, és Petró Sándor számos kallódó, lappangó alkotást is felfedezett, illetve megszerzett.
A gyűjtemény egyik legkorábbi képe Mányoki Ádám férfiportréja, amelyet 1750 táján festett Drezdában. Kiemelt fontosságú a gyűjtemény Csontváry-anyaga (Mandulavirágzás, Keleti pályaudvar, Öreg halász), de Gulácsy Lajos művészete is erőteljesen jelen van (Omnia vanita, Fellázadt játékszerek). Csak felsorolásszerűen még néhány művész, akinek a képei jelen vannak a Petró-gyűjteményben: Mednyánszky László, Csók István, Koszta József, Tihanyi Lajos, Nemes-Lampérth József, Dési Huber István, Kmetty János, Szőnyi István, Aba-Novák Vilmos, Egry József, Derkovits Gyula, Vajda Lajos. A szobrászatot – többek között – Vilt Tibor, Strobl Alajos, Vedres Márk, Pátzay Pál és Ferenczy Béni képviseli. A kollekció a festészeten és a szobrászaton kívül jelentős miniatúra-, ezüsttárgy- és szőnyeggyűjteményt is tartalmazott.
Petró Sándor halála után, 1977-ben, az egész gyűjtemény – végrendeletileg – a Herman Ottó Múzeum birtokába került, amely – az 1899-től folyamatosan bővített anyaggal együtt – a vidéki múzeumok közül egyetlenként képes bemutatni a hazai képzőművészet 300 éves történetének keresztmetszetét. Petró Sándorról portrét készített Czóbel Béla, Borsos Miklós és Csabai Kálmán.
Petró Sándor egykori, Hunyadi utcai lakóháza ma a Miskolci Galéria egyik kiállítóhelye, ahol Szalay Lajos állandó kiállítása látható. Korábban itt volt Kondor Béla emlékkiállítása is, de az átkerült a Miskolci Galéria utcafronti tetőterébe.
Petró Sándor az avasi református temetőben nyugszik.